# Poikkeusjärvi (sjö i Mellersta Finland)
Poikkeusjärvi är en sjö i Finland. Den ligger i kommunen Kinnula i landskapet Mellersta Finland, i den centrala delen av landet, 400 km norr om huvudstaden Helsingfors. Poikkeusjärvi ligger 141,1 meter över havet. I omgivningarna runt Poikkeusjärvi växer i huvudsak blandskog. Den är 4,71 meter djup. Arean är 1,26 kvadratkilometer och strandlinjen är 10 kilometer lång. Sjön  ingår i Kymmene älvs huvudavrinningsområde. 